# Latrobea brunonis
Latrobea brunonis är en ärtväxtart som först beskrevs av George Bentham, och fick sitt nu gällande namn av Meissner. Latrobea brunonis ingår i släktet Latrobea och familjen ärtväxter. Inga underarter finns listade i Catalogue of Life.